# Pyszczyn (Basse-Silésie)
Pour les articles homonymes, voir Pyszczyn.
Pyszczyn est une localité polonaise de la gmina de Żarów, située dans le powiat de Świdnica en voïvodie de Basse-Silésie.

## Histoire
De 1742 à 1932, Pitschen fait partie de l'arrondissement de Striegau dans le district de Breslau au sein de la province de Silésie.